# Mal d'Africa (film 1990)
Mal d'Africa è un film del 1990 diretto da Sergio Martino.

## Trama
Tony la Palma vive in Kenya, dove aiuta il dottor Sean nel suo lavoro di salvaguardia degli animali. La sua storia d'amore con Giulia porta a galla il passato dal quale sta scappando, e che lo perseguita a migliaia di chilometri da New York, dove è ricercato per omicidio. Neanche l'Africa è abbastanza sicura, però, e Tony si trova a fare i conti con il suo passato.